# Paix de Crémone (1441)

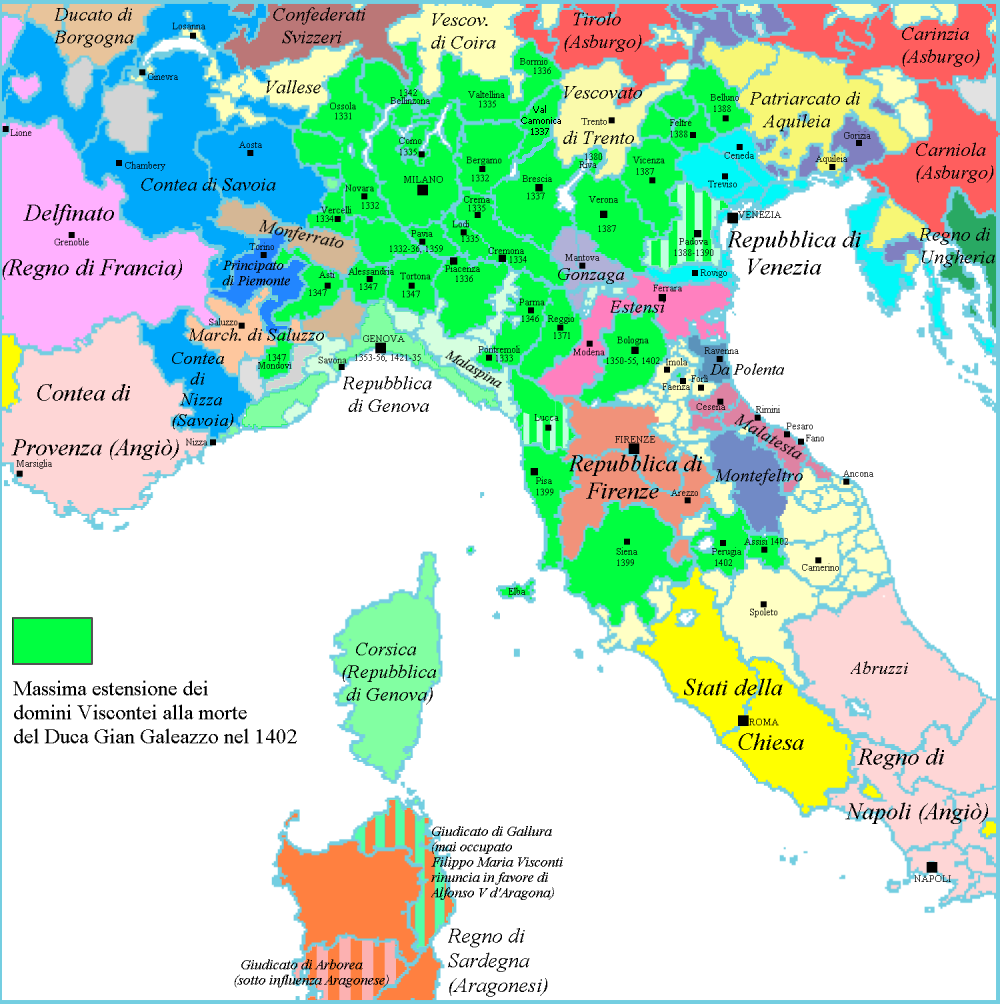
Expansion maximale des Visconti au XVe siècle

La paix de Crémone est un traité conclu le 20 novembre 1441 entre la république de Venise et le duché de Milan, mettant fin au long conflit entre les deux puissances pour la domination du nord de l'Italie.

## Histoire
Grâce à la médiation de Francesco Sforza, un armistice est  conclu le 6 août 1441 et les négociations commencent fin septembre à Cavriana près de Crémone, choisie comme terrain neutre. Sforza s'est assuré la seigneurie de Crémone et la main de Blanche Marie Visconti, la fille du duc de Milan, Philippe Marie Visconti  et ainsi, puisque le duc n'avait pas d'autre héritier, la succession au trône ducal . 
Aux termes du traité, Venise conserve la rivière Adda comme frontière entre ses possessions continentales et le duché de Milan, obtient Riva di Lago de Milan ainsi que Lonato, Valeggio sul Mincio, Asola et Peschiera del Garda du marquisat de Mantoue, qui rend les villes vénitiennes qu'il avait capturées au cours de la guerre . La possession vénitienne de Ravenne est également  reconnue. Milan rend également Imola et Bologne aux États pontificaux et restaure l'indépendance de la république de Gênes . 

## Sources
- W. Carew Hazlitt, The Venetian Republic : Its Rise, its Growth, and its Fall, 421–1797. Volume II, 1423–1797, Londres, Adam and Charles Black, 1900 (lire en ligne)